# 林市蔵

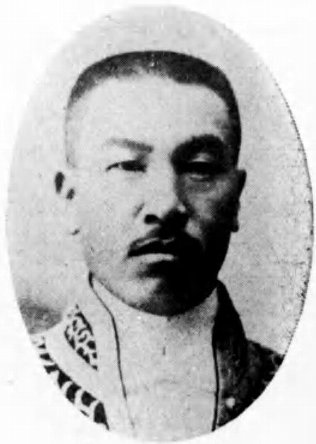
林市蔵

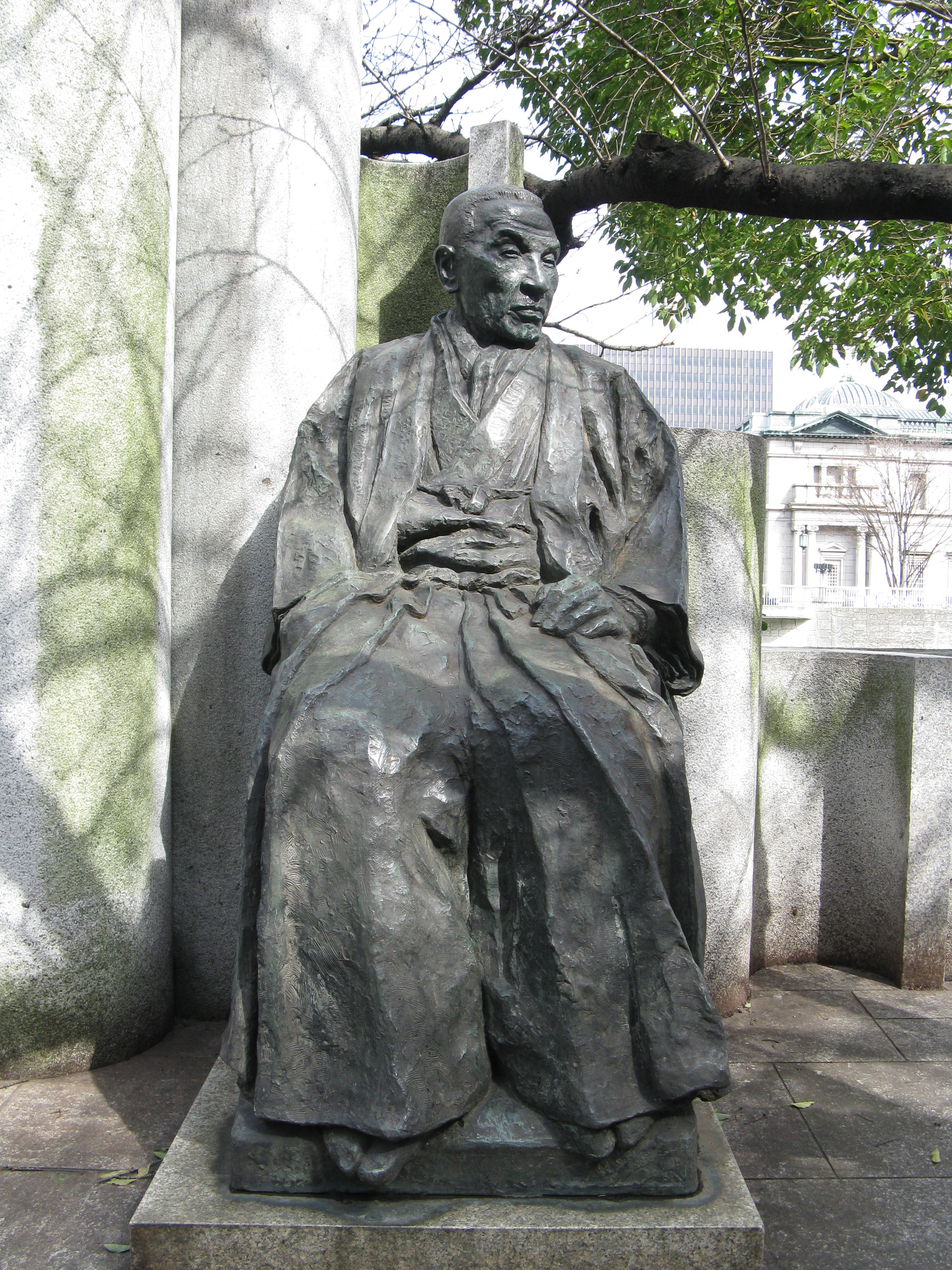
大阪市にある銅像

林 市蔵（はやし いちぞう、1867年12月23日（慶応3年11月28日） - 1952年（昭和27年）2月17日）は、日本の内務官僚、銀行家。府県知事、日本信託銀行頭取。

## 経歴
熊本藩士・林慎蔵の長男として生まれる。五歳で父が死去し、母・亀寿により育てられ、苦学して中学済々黌、第五高等学校を経て、1896年7月、帝国大学法科大学政治学科を卒業。拓殖務省に入り拓殖務属となる。1897年7月、拓殖務省の廃止に伴い内務省に移り内務属として北海道局に配属された。1898年12月、文官高等試験行政科試験に合格。
1899年5月、警察監獄学校教授に就任。以後、兼内務省参事官、山口県書記官、同県第一部長、広島県事務官・第一部長兼第三部長、新潟県内務部長などを歴任。
1908年7月、三重県知事に就任。同年12月、東洋拓殖株式会社理事に転じ、1916年11月まで在任。1917年1月、山口県知事となり、同年12月、大阪府知事に異動した。1918年、現在の民生委員の前身である方面委員制度を、知事顧問（大阪府嘱託）小河滋次郎と共に考案して創設し、府に救済課を設置した。
1920年2月3日、大阪府知事を依願免本官となり退官。以後、日本信託銀行頭取、大阪堂島米穀取引所理事長などを務めた。また郷里熊本県の電力会社九州電気（旧・熊本電気）でも1935年9月から1942年3月にかけて会長（初代）を務めている。

## 栄典
- 1920年（大正9年）11月1日 - 旭日中綬章[3]

## 親族
- 娘婿 重光葵（外務大臣）
- 娘婿 堀田健男（内務官僚）

## 伝記
- 平瀬努『民生委員の父林市蔵　亡国の危機を救った「方面精神」の系譜』 潮書房光人社、2014年